# 現代の映像
『現代の映像』（げんだいのえいぞう）は、1964年4月12日から1971年4月2日までNHK総合テレビで放送されていたドキュメンタリー番組である。当初はモノクロ放送だったが、1967年7月7日よりカラー放送となった。

## 概要
それまで日曜22:00枠で放送されていた『日本の素顔』と、教育テレビの土曜22:00枠で放送されていた『現代の記録』を統合する形でスタートした番組。

## 放送時間
いずれも日本標準時。
- 日曜 22:15 - 22:44（1964年4月12日 - 1964年10月25日）
- 金曜 19:30 - 19:59（1964年10月30日 - 1971年4月2日）

## 放送リスト
特記が無い限りNHKクロニクルのNHK番組表ヒストリーで確認。

### 1964年度
| 放送日         | サブタイトル                                |
| -------------- | ------------------------------------------- |
| 1964年4月12日  | 還らぬ海 北洋漁民の周辺                     |
| 1964年4月19日  | 栄光なき走路                                |
| 1964年4月26日  | 遠い旅路 サーカスに生きる人々               |
| 1964年5月3日   | 密売                                        |
| 1964年5月10日  | 再審への道                                  |
| 1964年5月17日  | 篭城 ある倒産の記録                         |
| 1964年5月24日  | 高校山岳部                                  |
| 1964年5月31日  | 出かせぎの村                                |
| 1964年6月7日   | 筑豊の女                                    |
| 1964年6月14日  | ハブと町議会                                |
| 1964年6月28日  | 火と水 新潟地震に取材して                   |
| 1964年7月5日   | 水は東京へ流れる 利根川上流水没の記録       |
| 1964年7月12日  | 砂と弾丸                                    |
| 1964年7月19日  | いまだ帰還せず                              |
| 1964年7月26日  | 老人のおきて                                |
| 1964年8月2日   | 1964年 夏 ヒロシマ                          |
| 1964年8月9日   | 示談屋会社                                  |
| 1964年8月16日  | 兄貴と若い衆                                |
| 1964年8月23日  | 犬神                                        |
| 1964年8月30日  | 小河内ダムに雨が降る                        |
| 1964年9月6日   | 大間漁師                                    |
| 1964年9月13日  | 保存血ゼロ 岩手医大のカルテから             |
| 1964年9月20日  | 見えないバレーボール 盲児とスポーツ         |
| 1964年9月27日  | 黒い爪跡                                    |
| 1964年10月4日  | 怒りの漁場                                  |
| 1964年10月25日 | 特命試走車                                  |
| 1964年10月30日 | 台風地帯                                    |
| 1964年11月6日  | 差世美ちゃんのカルテ 九大心療内科の記録から |
| 1964年11月13日 | 3人の反逆者 有明漁民のお家騒動              |
| 1964年11月20日 | 車椅子の闘魂                                |
| 1964年11月27日 | 寒冷地帯                                    |
| 1964年12月4日  | 人身売買Ｋルート                            |
| 1964年12月11日 | まぼろし部落てん末記                        |
| 1964年12月18日 | 飢餓の山                                    |
| 1965年1月8日   | 蟻と蟻地獄                                  |
| 1965年1月15日  | 買いつぎ屋二代                              |
| 1965年1月22日  | 潜水漁民                                    |
| 1965年1月29日  | 独立先攻隊                                  |
| 1965年2月5日   | 男子 郷関を出れば                           |
| 1965年2月12日  | 加害者                                      |
| 1965年2月19日  | 白鳥が戻った                                |
| 1965年2月26日  | ペウレ・ウタリ 若きアイヌたち               |
| 1965年3月5日   | 非行への砦                                  |
| 1965年3月12日  | 海と硫黄                                    |
| 1965年3月19日  | 父と子の村                                  |
| 1965年3月26日  | 白蝋の指                                    |

### 1965年度
| 放送日         | サブタイトル                            |
| -------------- | --------------------------------------- |
| 1965年4月2日   | 失業者同盟                              |
| 1965年4月9日   | 実りなき歳月                            |
| 1965年4月16日  | 埋もれた戦後                            |
| 1965年4月23日  | 家出 その親と子の断層                   |
| 1965年4月30日  | 鉱山師サラリーマン                      |
| 1965年5月7日   | 長崎の30日 水飢饉と汚職                 |
| 1965年5月14日  | ビルの中の童話                          |
| 1965年5月21日  | 流氷漁民                                |
| 1965年5月28日  | 回天基地跡                              |
| 1965年6月4日   | やまざる合戦 ある山村のさる騒動         |
| 1965年6月11日  | カキガラ山騒動記                        |
| 1965年6月18日  | 寒い夏                                  |
| 1965年6月25日  | ダウン症候群                            |
| 1965年7月9日   | 完全道路 ある交通事故分析官の記録       |
| 1965年7月16日  | 黄色いマスク                            |
| 1965年7月23日  | 山野鉱未亡人                            |
| 1965年7月30日  | ことばの格闘                            |
| 1965年8月6日   | ドームの20年                            |
| 1965年8月13日  | 水害多発地帯                            |
| 1965年8月20日  | 生駒の祈祷師                            |
| 1965年8月27日  | 塵芥都市                                |
| 1965年9月3日   | 野菊のたより ある21歳の青春             |
| 1965年9月10日  | かくし念仏                              |
| 1965年9月24日  | 村祭り前後                              |
| 1965年10月1日  | 医者をさがせ                            |
| 1965年10月8日  | イカと少年                              |
| 1965年10月15日 | 千曲川野犬騒動記                        |
| 1965年10月22日 | 関城町条例第190号 親子計画              |
| 1965年11月5日  | 鶏と豚と人間                            |
| 1965年11月19日 | 募集作戦                                |
| 1965年11月26日 | 未完の童話                              |
| 1965年12月3日  | 33.3分の1 その幸運な入居者たちの物語    |
| 1965年12月10日 | 流行にいどむ男                          |
| 1965年12月17日 | 乾舷ゼロ じゃり運搬船と日本人           |
| 1965年12月24日 | 凍った村 出かせぎ家庭の少年の死         |
| 1966年1月7日   | 雪の中の子どもたち                      |
| 1966年1月14日  | ある申請書                              |
| 1966年1月21日  | キューポラの谷間                        |
| 1966年1月28日  | 退去命令                                |
| 1966年2月4日   | この子らのある限り 重症心身障害児の周辺 |
| 1966年2月11日  | 丹後の女                                |
| 1966年2月18日  | 特命捜査                                |
| 1966年2月25日  | 崩壊家庭                                |
| 1966年3月4日   | 電気冷蔵庫心中事件報告                  |
| 1966年3月11日  | 墜落 現代文明と安全                     |
| 1966年3月25日  | オンマ                                  |

### 1966年度
| 放送日         | サブタイトル                                     |
| -------------- | ------------------------------------------------ |
| 1966年4月8日   | ある結核医                                       |
| 1966年4月15日  | 砂利ルート                                       |
| 1966年4月22日  | ベトナム帰休兵                                   |
| 1966年4月29日  | 銀座地下駅                                       |
| 1966年5月6日   | 判決 自動車時代と人間                            |
| 1966年5月20日  | 父権喪失                                         |
| 1966年5月27日  | 土と長男                                         |
| 1966年6月3日   | 110PPM 大気汚染と東京                            |
| 1966年6月10日  | 線路と住民                                       |
| 1966年6月17日  | 50万人の器                                       |
| 1966年6月24日  | ドヤと男たち                                     |
| 1966年7月1日   | 廃村への道 福井県大野郡西谷村                    |
| 1966年7月8日   | ガンと市民                                       |
| 1966年7月15日  | 米価闘争                                         |
| 1966年7月22日  | 少年工学級                                       |
| 1966年7月29日  | 貸・文化住宅                                     |
| 1966年8月5日   | 仏師志願                                         |
| 1966年8月12日  | 空白の戦後                                       |
| 1966年8月19日  | トビウオの少女たち                               |
| 1966年8月26日  | 孤独なたたかい 自閉症の記録                      |
| 1966年9月2日   | ダンパツ 教育投資の谷間                          |
| 1966年9月9日   | 都市孤老                                         |
| 1966年9月16日  | ある分裂                                         |
| 1966年9月23日  | 宮古島からの訴え                                 |
| 1966年9月30日  | 動く大地 吉野川地すべり地帯                      |
| 1966年10月7日  | ライフルと少年                                   |
| 1966年10月14日 | 国道1号線 由比                                   |
| 1966年10月21日 | 光なき挑戦 盲受験生の記録                        |
| 1966年10月28日 | 錆色の海                                         |
| 1966年11月4日  | ブタ派・真珠派 ある海辺の戦い                    |
| 1966年11月11日 | 頂上作戦以後                                     |
| 1966年11月18日 | スクランブル・グループ オートバイと5人の仲間たち |
| 1966年11月25日 | 放牧農民                                         |
| 1966年12月2日  | 母親失踪                                         |
| 1966年12月9日  | 渦中の青年 ある市民運動の発端                    |
| 1966年12月16日 | 破損事故２５％ 高速時代とタイヤ                  |
| 1966年12月23日 | 傷ついた町 交通戦争のなかのバタヤ部落            |
| 1967年1月13日  | 労賃を払え ある出稼ぎ農民の記録                  |
| 1967年1月20日  | 捨て逃げ無法地帯                                 |
| 1967年2月3日   | 仏前の対話 母娘三人殺人事件の断面                |
| 1967年2月10日  | 新橋駅前 西東                                    |
| 1967年2月17日  | 国鉄飯山線                                       |
| 1967年2月24日  | 解体 自動車時代の一断章                          |
| 1967年3月3日   | 「1分24秒の壁」 競輪道場                         |
| 1967年3月10日  | わが家の灯                                       |
| 1967年3月17日  | 閉ざされた海                                     |
| 1967年3月24日  | 在日米軍病院                                     |

### 1967年度
| 放送日         | サブタイトル                                        | 備考                   |
| -------------- | --------------------------------------------------- | ---------------------- |
| 1967年4月7日   | 広場と群衆                                          |                        |
| 1967年4月14日  | 第2閉山期 廃坑地区の取り残された子ら                |                        |
| 1967年4月21日  | 前掛けと青春                                        |                        |
| 1967年4月28日  | 1億5千万円の効用 ある条例改正                       |                        |
| 1967年5月12日  | 国際指名手配                                        |                        |
| 1967年5月19日  | 村はひとつ                                          |                        |
| 1967年5月26日  | 目撃者                                              |                        |
| 1967年6月2日   | 農村工場 兼業化の農民たち                           |                        |
| 1967年6月9日   | 小児ガン                                            |                        |
| 1967年6月16日  | ゼブラゾーン 横断歩道を検証する                     |                        |
| 1967年6月30日  | 神勢丸炎上                                          |                        |
| 1967年7月7日   | 資本戦争                                            | ここから毎回カラー放送 |
| 1967年7月14日  | ヤマさんの診断書                                    |                        |
| 1967年7月21日  | 白衣なき病棟 看護婦不足の断面                       |                        |
| 1967年7月28日  | 倒壊ビル被災者同盟                                  |                        |
| 1967年8月4日   | 軒先の閃光 ヒロシマ・爆心地                         |                        |
| 1967年8月11日  | 奄美からの報告                                      |                        |
| 1967年8月18日  | 第61号労災審査請求事件 あるバス運転手の死をめぐって |                        |
| 1967年8月25日  | 災いの条件 災害地にみる階層分化                     |                        |
| 1967年9月15日  | 閉山と老人                                          |                        |
| 1967年9月22日  | ある青春の砦                                        |                        |
| 1967年9月29日  | 違反の代償 自動車時代のモラル                       |                        |
| 1967年10月6日  | 祈りと抵抗 原理運動の3か月                          |                        |
| 1967年10月13日 | 島よ還れ 根室市・領土対策係の記録                   |                        |
| 1967年10月27日 | ベトナム輸送船 LST第488号                           |                        |
| 1967年11月3日  | ゆがんだ歯車 山陽電鉄爆破事件の捜査記録から         |                        |
| 1967年11月10日 | 絶縁状                                              |                        |
| 1967年11月17日 | ある政策の終末 その後の東北ビート                   |                        |
| 1967年11月24日 | 人か鳥か 東京湾新浜開発の論理                       |                        |
| 1967年12月1日  | ツベタの石原 羽越災害の一断面                       |                        |
| 1967年12月15日 | 石船の海                                            |                        |
| 1967年12月22日 | お父のボーナス 消費ブームの中の農村                 |                        |
| 1967年12月29日 | 離村 崩壊した二つの合掌集落                         |                        |
| 1968年1月5日   | 望郷 返ってくる小笠原の周辺                         |                        |
| 1968年1月12日  | 基地とそろばん                                      |                        |
| 1968年1月19日  | 首都の道 過密とハイウェー                           |                        |
| 1968年1月26日  | 篭山行 現代に生きる修行僧                           |                        |
| 1968年2月9日   | ある認定患者たち イタイイタイ病との闘いの中で       |                        |
| 1968年2月16日  | われらの誓い 12年後の住み込み店員たち               |                        |
| 1968年2月23日  | 離島の墓 ある一族の戦後                             |                        |
| 1968年3月1日   | 農民商法 近郊農民のゆくえ                           |                        |
| 1968年3月8日   | 泥棒と計算機                                        |                        |

### 1968年度
| 放送日         | サブタイトル                              |
| -------------- | ----------------------------------------- |
| 1968年4月5日   | 雪山遭難のカルテ 北アルプスの踏査記録から |
| 1968年4月12日  | コンビナート災害 安全への分析と提言       |
| 1968年4月19日  | 人間開発                                  |
| 1968年4月26日  | いのちとの対決                            |
| 1968年5月3日   | 90年の証言                                |
| 1968年5月10日  | ゆれる町 えびの吉松地震報告               |
| 1968年5月24日  | 祝詞と労働歌 ある山林労組の20年           |
| 1968年5月31日  | だれのための古都 開発ブームと鎌倉市民たち |
| 1968年6月7日   | 花壇の日曜日                              |
| 1968年6月14日  | 田植え大作戦                              |
| 1968年7月5日   | 丼池解体 都市計画と大阪商人               |
| 1968年7月12日  | 廃村からの出発                            |
| 1968年7月19日  | 置き去り児                                |
| 1968年7月26日  | 空白の一学期 ある教育紛争の谷間           |
| 1968年8月9日   | 長崎の証言 被爆から23年                   |
| 1968年8月16日  | 断絶 23年目の8月15日                      |
| 1968年8月23日  | 立ちん坊たちの夏                          |
| 1968年8月30日  | 未完の成人病棟 （フィルム構成）           |
| 1968年9月6日   | ある生と死の報告                          |
| 1968年9月13日  | あすなき群像 ある飯場労務者の死           |
| 1968年9月20日  | 破壊と再生 未来都市への道                 |
| 1968年9月27日  | フェイル・セーフ 信号ランプと運転台       |
| 1968年10月4日  | 港の手配師                                |
| 1968年11月8日  | 水没遺族                                  |
| 1968年11月15日 | 海のバリケード                            |
| 1968年11月22日 | 太鼓と少年                                |
| 1968年11月29日 | 黒い病症 米ぬか油事件の背景               |
| 1968年12月6日  | ユリ達の旅路 出稼ぎの娘達                 |
| 1968年12月13日 | 幻覚の青春 シンナー少年の周辺             |
| 1968年12月20日 | 出かせぎの海                              |
| 1968年12月27日 | マイカー農民                              |
| 1969年1月10日  | 東京大学 1969年1月                        |
| 1969年1月17日  | 見えない住民                              |
| 1969年1月24日  | 廃坑は遠く                                |
| 1969年1月31日  | 廃虚のなかの自治                          |
| 1969年2月7日   | あるサラリーマンの遺書                    |
| 1969年2月14日  | 剣岳・馬場島                              |
| 1969年2月21日  | モルグ・リポート 解剖学教室より           |
| 1969年2月28日  | 合意への信仰                              |
| 1969年3月7日   | 最後のご先祖さま                          |
| 1969年3月14日  | 平和荘の人々                              |
| 1969年3月21日  | コンクリートの春                          |
| 1969年3月28日  | 美神の当惑 イミテーション文化と日本人     |

### 1969年度
| 放送日         | サブタイトル                    |
| -------------- | ------------------------------- |
| 1969年4月4日   | 脱出の条件 車社会と身体障害者   |
| 1969年4月11日  | ある商戦                        |
| 1969年4月18日  | 歩道橋考                        |
| 1969年4月25日  | 農民船頭                        |
| 1969年5月2日   | 出かせぎ遺族                    |
| 1969年5月9日   | 医師争奪戦                      |
| 1969年5月16日  | 大学新学期                      |
| 1969年5月23日  | 社員改造                        |
| 1969年6月13日  | 求人駐在員                      |
| 1969年6月20日  | 青空寺院                        |
| 1969年7月4日   | 海は蒼い 地域開発と2人の町長    |
| 1969年7月11日  | プラスチック昆虫記              |
| 1969年7月18日  | 死の水路                        |
| 1969年7月25日  | 銅像の記憶                      |
| 1969年8月1日   | 爆心の橋                        |
| 1969年8月8日   | 外人買い                        |
| 1969年8月15日  | 本陣とオートバイ                |
| 1969年8月22日  | 兵器工業会                      |
| 1969年9月5日   | 夏の終わり                      |
| 1969年9月12日  | 繁栄と老人                      |
| 1969年9月19日  | 31人の鼻                        |
| 1969年9月26日  | 沖縄と本土との間 集団就職の記録 |
| 1969年10月3日  | 不信の機器 盗聴と社会           |
| 1969年10月10日 | マンガ1969                      |
| 1969年10月17日 | 院長辞任                        |
| 1969年10月24日 | ある投機 小農からの脱出         |
| 1969年10月31日 | キツネつき殺人事件報告          |
| 1969年11月7日  | 心理災害                        |
| 1969年11月14日 | 鎮魂の社                        |
| 1969年11月21日 | 断絶の学園                      |
| 1969年11月28日 | 座間味島の歳月                  |
| 1969年12月5日  | 古きよき時代                    |
| 1969年12月12日 | 原油タンクのある風景            |
| 1969年12月19日 | 決戦瀬戸内架橋                  |
| 1969年12月26日 | マリファナ                      |
| 1970年1月9日   | 白い孤島                        |
| 1970年1月16日  | 民主主義の学校                  |
| 1970年1月23日  | 三池の10年                      |
| 1970年1月30日  | 抗命 ソンミ事件と現代社会       |
| 1970年2月6日   | 八郎潟始末                      |
| 1970年2月13日  | 24時間都市                      |
| 1970年2月20日  | 広島アーケード                  |
| 1970年2月27日  | 沖縄全軍労                      |
| 1970年3月6日   | ひとりになった受験生            |
| 1970年3月20日  | 卒業式前後                      |
| 1970年3月27日  | でんでん太鼓に笙の笛            |

### 1970年度
| 放送日         | サブタイトル                              |
| -------------- | ----------------------------------------- |
| 1970年4月10日  | 退官 湯川教授の戦後                       |
| 1970年4月17日  | 京都府知事選                              |
| 1970年4月24日  | 戦艦 陸奥                                 |
| 1970年5月8日   | 再建の道程                                |
| 1970年5月15日  | ウォーナー・リストの戦後                  |
| 1970年5月22日  | 現代の冒険                                |
| 1970年5月29日  | 大観衆 万国博と日本                       |
| 1970年6月5日   | 大衆保健薬 ある公開質問状                 |
| 1970年6月12日  | 10年の軌跡 日米安保条約                   |
| 1970年6月19日  | ある開拓写真展                            |
| 1970年6月26日  | カドミウムへの怒り                        |
| 1970年7月3日   | 富士山麓米第3海兵師団                     |
| 1970年7月10日  | 空がこんなに青いとは                      |
| 1970年7月17日  | 教科書裁判                                |
| 1970年7月24日  | ツーマッチ（too much） 自由広場の若者たち |
| 1970年7月31日  | 回想の毒ガス島                            |
| 1970年8月7日   | スポットライトの青春                      |
| 1970年8月14日  | 沖縄軍事法廷                              |
| 1970年8月21日  | 土の大学                                  |
| 1970年8月28日  | 公害防止産業                              |
| 1970年9月4日   | 臥蛇島始末                                |
| 1970年9月11日  | 無国籍者                                  |
| 1970年9月18日  | 人間の街                                  |
| 1970年9月25日  | ナイキと山村                              |
| 1970年10月2日  | 脳死と心臓死の間                          |
| 1970年10月9日  | 花火の残像 万国博の回想                   |
| 1970年10月16日 | 在日米国大使館 日米交渉のある接点         |
| 1970年10月23日 | 懺悔の海                                  |
| 1970年10月30日 | 車の町 愛知県豊田市                       |
| 1970年11月6日  | 手のある魚                                |
| 1970年11月13日 | 母性離脱                                  |
| 1970年11月20日 | 紛争漁区                                  |
| 1970年11月27日 | 外務省                                    |
| 1970年12月4日  | チッソ株主総会                            |
| 1970年12月11日 | 米と豚と大阪商人                          |
| 1970年12月18日 | 臼杵市長選                                |
| 1970年12月25日 | あせらず行こう クラシック・カー           |
| 1971年1月8日   | 大蔵省主計局                              |
| 1971年1月15日  | 沖縄の２０歳                              |
| 1971年1月22日  | 団地と市長                                |
| 1971年1月29日  | 三人の教師 公害と教育                     |
| 1971年2月5日   | イメージ作戦 愛媛県知事選から             |
| 1971年2月12日  | 原因不明 全日空機羽田沖事故               |
| 1971年2月19日  | 解雇通告 三沢基地                         |
| 1971年2月26日  | 強制代執行                                |
| 1971年3月5日   | 老人の山                                  |
| 1971年3月12日  | １つのＣＰ集団                            |
| 1971年3月19日  | 15人の組合員                              |
| 1971年3月26日  | 不遜の投資 大阪・不正入試事件             |
| 1971年4月2日   | 還らぬ村                                  |